# Huascaromusca vogelsangi
Huascaromusca vogelsangi är en tvåvingeart som beskrevs av Mello 1967. Huascaromusca vogelsangi ingår i släktet Huascaromusca och familjen spyflugor.
Artens utbredningsområde är Venezuela. Inga underarter finns listade i Catalogue of Life.